# 오노 사토시
오노 사토시(大野智, Ohno Satoshi, おおのさとし, 1980년 11월 26일 ~ )는 일본의 자니즈 사무소 소속의 남자 아이돌로, 아라시의 리더, 메인보컬, 서브래퍼, 메인댄서이다.

## 약력
- 1980년 11월 26일 도쿄도 미타카시 출생
- 1994년 10월 16일 자니즈 사무소 입소
- 1994년 11월 2일 TOKIO의 일본무도관 콘서트에서 처음으로 일을 함.
- 1997년 - 1998년 연극 《자니즈 환타지 KYO TO KYO》 출연을 위해서 쿄토에 체류
- 1999년 9월 15일 아라시 데뷔
- 1999년 11월 3일 《A·RA·SHI》로 CD 데뷔
- 2000년 12월 24일 《the 4th Dates：악마의 크리스마스☆키스》로 드라마 첫 주연
- 2001년 1월 9일 자니스 사무소의 성인식으로 메이지 신궁에서 참배. 오카다 준이치(V6)와 함께 참가. 입회인은 죠시마 시게루(TOKIO)
- 2002년 2월 4일 연극 《아오키상댁 부인》 첫 주연
- 2002년 10월 1일 라디오 《ARASHI DISCOVERY》로 라디오 퍼스널리티 시작
- 2002년 12월 아라시 한정 유닛 오오미야SK를 결성
- 2004년 《24시간 테레비 사랑은 지구를 구한다》에서 티셔츠 디자인을 함.
- 2004년 영화 《피칸☆☆치 LIFE IS HARD그러나HAPPY》로 영화 첫 주연
- 2006년 1월 29일 최초 솔로 콘서트 《Extra Storm in Winter '06 "2006×세뱃돈/아라시=3104엔 (사토시)》 개최
- 2008년 2월 8일 아트사진집 《FREESTYLE》을 발매
- 2008년 2월 21일 - 29일 오모테산도힐즈에서 쟈니스 사무소 최초 개인전 《FREESTYLE》을 개최
- 2008년 5월 전국 5개소에서 개인전 《FREESTYLE ALL AROUND JAPAN》을 개최
- 2008년 7월 4일 연속드라마 《마왕(魔王)》첫 주연.
- 2009년 《노래 오빠(歌のおにいさん)》의 주제곡이자 솔로곡〈흐른 뒤, 맑음(曇りのち, 快晴)〉 발표.
- 2009년 《0호실의 손님(0号室の客)》 STORY 1 주연
- 2010년 《마지막 약속(最後の約束)》 아라시 전원 드라마
- 2010년 4월 17일 《괴물군(怪物くん)》의 카이부츠 타로 역으로 주연.
- 2010년 10월 4일 기묘한 이야기sp 《하지메의 한 걸음》의하지메 역 주연.
- 2011년 4월 25일~27일 《쟈쿠츄 미라클 월드》의 네비게이터 & MC
- 2011년 10월 15일 《완전 신작!! 괴물군(怪物くん)》의 카이부츠 타로 주연.
- 2011년 11월 26일 영화 《괴물군(怪物くん)》카이부츠 타로 주연.
- 2016년 4월 13일 드라마 《세상에서 가장 어려운 사랑》 사메지마 레이지 역 주연

## 내력
1994년 10월 16일 자니즈 사무소에 발탁되어, 귀엽고 매력있는 외모와 온화한 성격, 그리고 가창력, 댄스 등으로 인기를 모았다. 1999년에는 아이돌 그룹인 아라시의 리더로서 가수로 데뷔했으며, 많은 무대 출연으로 연기력 또한 정평이 나 있다. 또한, 예술과 관련한 활동에도 관심을 보여 2008년에 자신의 개인전을 개최하기도 하였다.

## 프로필
- 애칭 : 오노군, 사토시군, 오쨩, 리다
- 생일 : 1980년 (쇼와 55년) 11월 26일 9시 7분
- 출신지 : 도쿄도 미타카시
- 학력 : 토카이대학부속보세이고등학교 자퇴 (춤과 노래에 몰두하기 위해 입학한지 3일만에 자퇴, 최종학력은 중졸)
- 가족 : 아버지(오노 마모루), 어머니와 누나(오노 미나)
- 좋아하는뮤지션 : 마츠야마 치하루
- 혈액형 : A형
- 멤버중에서는 활동을 하고 있는 마츠모토 준과 댄서중에서도 투톱을 맡고있다. 네이버에 오노 사토시와 마츠모토 준을 클릭하면 이이야기가 오고간다.

## 수상경력
- 드라마 『魔王』
  - 닛칸스포츠 제12회 닛칸스포츠∙드라마그랑프리 여름드라마 : 남우주연상
  - 닛칸스포츠 제12회 2008년도 닛칸스포츠∙드라마그랑프리 : 남우주연상
  - TVnavi 드라마∙오브∙더∙이어2008(7월-9월기) : 남우주연상
  - TVnavi 제5회 드라마·오브·더·이어2008 연간대상 : 최우수남우주연상
  - TV LIFE 제18회 연간드라마대상2008 : 남우주연상
- 드라마『歌のおにいさん』
  - 더 텔레비전 제60회 드라마아카데미상 : 드라마송상 (曇りのち、快晴」矢野健太 starring Satoshi Ohno 명의)
- 드라마『怪物くん』
  - 닛칸스포츠 제14회 닛칸스포츠·드라마그랑프리 봄드라마 : 남우주연상
  - TVnavi 드라마·오브·더·이어2010(4월-6월기) : 남우주연상
  - 더 텔레비전 제65회 드라마아카데미상 : 남우주연상
  - TV LIFE 제20회 연간드라마대상2010 : 남우주연상
- GQ 맨·오브·더·이어2011
- 드라마『鍵のかかった部屋』
  - 닛칸스포츠 제16회 닛칸스포츠·드라마그랑프리 봄드라마 : 남우주연상
  - 닛칸스포츠 제16회 2012년도 닛칸스포츠∙드라마그랑프리 : 남우주연상
  - 더 텔레비전 제73회 드라마아카데미상 : 남우주연상
  - TVnavi 드라마∙오브∙더∙이어2012(4월-6월기) : 남우주연상
  - TVnavi 제9회 드라마·오브·더·이어2012 연간대상 : 최우수남우주연상
  - TV LIFE 제22회 연간드라마대상2012 : 남우주연상
- 드라마『死神くん』
  - 닛칸스포츠 제18회 닛칸스포츠·드라마그랑프리 봄드라마 : 남우주연상
  - TVnavi 드라마∙오브∙더∙이어2014(4월-6월기) : 남우주연상

## 데뷔까지의 역사
- 뛰어난 리듬감을 사장에게 인정받아 자니스 사무소에 입소.
- 쟈니스 주니어 중에서도 특히나 노래를 잘했다. 댄스도 선배들의(주로 SMAP이나 TOKIO)의 백댄서로 일하게 될 즈음에는 "새로 들어온 주니어는 오노 뒤에서 춤춰라"라는 소리를 들었을 정도. 본인도 춤을 더 하고 싶다고 생각해 연극을 중심으로 활약.
- 1997년부터 2년동안, 재즈댄스를 배우고 싶어 본가에서 나와 교토에 묵으며, 하루 5공연이나 하는 연극에 출연하며 댄스 기술을 배움.
- 1998년 연극 종료 후, 함께 공연한 댄서로부터 프로 전향을 권유를 받은 후, 춤에는 이제 만족했다는 이유로 사무소에 탈퇴 의사를 전한다. 하지만, 사장은 오노를 도모토 코이치의 연극 《MASK》, 소년단의 《PLAY ZONE》에 출연시킨다. 그 후, 다시 한번 탈퇴 의사를 밝히자 이번엔 쟈니스 주니어의 레코딩을 도와 달라며, 녹음만 도와주는 것이라고 속이고는 부탁해 아라시의 데뷔곡 《A.RA.SHI》를 녹음. 그 후 1주일 뒤 사장은 놀러간다며 하와이로 데려가 아라시의 데뷔 회견을 열었다.
- 데뷔 곡 《A.RA.SHI》에선 노래와 랩 부분을 전부 레코딩 했다. 녹음 후에 "노래와 랩, 어느 쪽이 좋아?" 하고 물었을 때, 랩은 익숙치 않아 '노래'라고 대답해 노래 담당이 되었다.
- 데뷔를 한 뒤, 처음 나간 프로그램에서 사회자가 누가 리더냐고 묻자 안 정했다고 하니 가위바위보를 하라고 해서 함. 자기가 이겨서 "해냈다. 난 이겼으니까 리더 안해도 된다"라고 했는데 "니가 이겼으니까 니가 리더다"해서 아라시의 리더가 됨.
- V6의 첫 번째 싱글 커플링 곡인 《Theme of Coming Century》도 레코딩했다. 주니어 때 오노와 오카다가 앉아 있었는데 사장에게 "배구 할 줄 알아?(당시 후지TV 주최의 배구 월드컵의 이미지 캐릭터로서 새로운 그룹 결성 계획이 진행되고 있었다)"라는 질문을 받았다. 오노는 배구를 한 적도 없고 배구 관련으로 뭘 시키려는 줄 알고 못 한다고 대답했고 옆에 있던 오카다는 할 수 있다고 대답해서 오카다가 V6가 되었다고 한다. 오노는 4년 후 《아라시》로서 데뷔, 배구 월드컵의 이미지 캐릭터로서 일하게 되었다.

### 아라시의 리더
- 아라시의 리더이자 메인 보컬.
- 소년대의 칸무리 방송 《少年隊夢》에서 사쿠라이와 가위바위보를 한 결과 리더가 되었다.(다른 멤버는 전부 오노를 리더로 추천했지만 오노만 사쿠라이를 추천해 가위바위보를 하게 되었다. 결국, 오노가 이겼지만 사쿠라이와 히가시야마가 "이겼으니까 오노가 리더해" 라고 말해 결국 오노가 리더가 되었다.)
- 리더가 정해지기 전에는 오노는 댄스 리더, 사쿠라이는 공부 리더, 마츠모토가 개그 리더, 니노미야가 연기 리더, 아이바가 아이돌 리더로 역할 분담 되어 있었다.
- 오노가 생각하는 리더 論 "스스로 맨 앞에 서서 그룹을 이끌면 그룹이 리더의 색으로 물들게 되지만, 리더가 그룹을 받쳐주므로 인해 아라시 5명의 색이 뚜렷한 그룹이 될 수 있다"

### 춤
- 뛰어난 운동 신경과 리듬감을 조화시켜 절제있고 섬세한 스텝으로 절도 있는 춤을 춘다.
- 재즈 댄스를 시작으로 록킹, 카포에이라 등 스트릿 댄스, 저글링, 난투, 곡예 등 댄스의 폭이 넓고 다채로워 아라시의 콘서트에선 안무를 만들기도 한다.

### 취미, 특기, 취향
- 낚시
  - 배 위에서 25시간 있었던 적이 있을 정도로 낚시를 좋아한다.
- 스포츠
  - 운동신경이 좋아, 방송에서 수많은 스포츠에 도전하고 있다.
  - 초등 학교에선 야구부에, 중학교에선 배드민턴부 소속.
  - 아라시 멤버와 제이 스톰의 스탭으로 구성된 풋살 팀에 소속.
- 곡예
  - 더욱 곡예를 하고 싶다고 하는 바람에 《쟈니스 환타지 KYO TO KYO》에서 함께 공연한 재팬 엑션 엔터프라이즈(당시 JAC)의 배우에게 부탁해 기초부터 가르침 받았다.
- 좋아하는 음식은 크림 스튜와 빵 과 찢어먹는 치즈. 좋아하는 음료는 코코아와 파인애플 주스, 메론 소다. 어렸을 적부터 빵을 좋아해 빵 가게 주인이 되는 게 꿈이 었다. 괴이한 생김새의 음식이나 새우를 생으로 먹거나 하는 걸 꺼려한다.

### 예술
- 친구의 영향으로 초등학교 3학년 때 드래곤볼을 따라 그리기 시작, 중학교 2학년 때 자니스 사무소에 입소한 뒤에는 댄스에 열중하는 한편 일러스트레이터를 목표로 그림을 계속 했다.
- 존경하는 화가는 20세기 말의 미국 화가 노먼 록웰이나 에도 시대의 교토 화가 이토 쟈쿠츄.
- 연예활동과 함께 창작활동을 계속하는 지금은 입체 표현, 페인팅 드로잉, 그래픽 스틸 카메라 등의 창작에 몰두해 공식 휴대폰 사이트에서 일러스트를 공개 중.
- 2008년 2월 8일 오노가 데뷔 전부터 10년 동안 제작해 온 작품을 모은 사진집 《FREE STYLE》을 발표.
  - 사진집 출판을 기념해 자니스 사무소 최초 개인전 《FREE STYLE》을 도쿄 오모테산도 힐즈 내의 《스페이스 O》(약 450 평방 미터)에서 2008년 2월 21일부터 29일까지 9일 동안 오노 프로듀스로 개최해 성공시켰다.
  - 개인전에선 사진집에 개제된 피규어 약 100점과 그림 약 20점, 사진집의 표지가 된 자신의 얼굴을 리얼 사이즈로 본뜬 황금 오브제나 폐재(버릴 재료)로 만든 로봇, 자신이 산 일안 리플렉스 카메라로 촬영한 작품 스틸 샷이나 메이킹 사진을 더하고 개인전을 위해 만든 거대 그래피티를 더해 약 200점을 전시.
  - 2008년 5월, 《FREE STYLE ALL AROUND JAPAN》으로 이름을 바꿔 전국 5개소(오사카, 나고야, 도쿄, 후쿠오카, 삿포로)에서 개최.
- 예술을 인정받아서 2011년 4월 25일부터 약 3일간 NHK에서 소개한 <<쟈쿠츄 미라클 월드>>에서 소개와 예술 평가를 볼 수 있던 네비게이터 겸 MC를 맡았고 오노사토시 만의 코멘트를 많이 남겼다.

### 자격증
- 서도 4단
  - 5단을 따면 서도 사범이 될 수 있다고 들었지만, "그 정도로 잘하진 않으니까"라는 이유로 사범이 되기 직전에 관뒀다.
  - TV 방송 《더 소년 구락부》에서 쓰인 첫 타이틀 로고의 글자를 담당했다. 또한, 아라시의 20번째 싱글 《Happiness》의 PV에선 "幸"이라는 글자를 붓으로 썼다.
- 일본 한자 능력 검정 7급
  - TV 방송 《아라시의 와자아릿!(嵐の技ありッ!)》에서 도전, 합격.
- 차일드 마인더
  - 아라시의 레귤러 방송 《비밀의 아라시짱(ひみつのアラシちゃん!)》에서 멤버 사쿠라이 쇼와 함께 합격.

### 콘서트, 연극, 영화, 버라이어티
- 2006년 솔로 콘서트에선 콘서트 굿즈의 기획부터 스테이지의 연출을 처음으로 경험. 또한, 연극 《WEST SIDE STORY》이후 처음으로 재즈 댄스를 공개했다.
- 영화 《황색 눈물》의 오리지널 사운드 트랙 중 한곡인 《돌아오는 비(もどり雨)》는 멤버 중 유일하게 오노만이 자기가 연기한 역할의 이미지에 맞춰 레코딩했다. 이것은 스탭의 요청으로 이뤄졌지만 수록 후 완성 된 곳을 들어보니 다른 멤버는 평소와 똑같이 노래하고 있었기 때문에 결과적으로 오노만이 색다르게 녹음한 것이 되었다.
- TBS계열 음악 방송 《우타방(うたばん)》에서 사회를 맡고 있는 같은 사무소의 선배인 나카이 마사히로(SMAP)에게 반항적인 태도나 폭언을 뱉고(사회자인 이시바시 타카아키(톤네루즈)가 오노에게 폭언을 말하게 시킨다) 그걸 듣고 열받은 나카이가 오노를 덮치려들어 아라시 멤버와 이시바시 타카아키가 그걸 막으려 한다는 꽁트가 이어지고 있다. 이 꽁트는 "하극상 꽁트"로 불리며 2002년부터 인기있는 코너가 되고 있다.

## 주요 출연 작품

### 드라마
- Vの嵐 (V의 아라시, 1999년)
- SPEED STAR (2001년)
- 青木さん家の奥さん (아오키 씨 댁의 부인, 2002년)
- ミツオ (미츠오, 2003년)
- 四分の一の絆 (사분의 일의 정, 2004년)
- 勝手にノスタルジー (제멋대로 노스텔지어스, 2004년)
- 魔王 (2008년, 주연)-나루세 료(마나카 토모오, 아마노 마코토) 역
- 歌のおにいさん (노래 오빠, 2009년)- 야노 켄타 역
- 0号室の客 (0호실의 손님, 2009년)
- 最後の約束 (마지막 약속, 2010년)
- 怪物くん (괴물군, 2010년)- 카이부츠 타로 역
- 世にも奇妙な物語-「はじめの一歩」 (기묘한 이야기-하지메의 첫 걸음, 2010년)
- もう誘拐なんてしない (이제 유괴 같은건 안할래, 2012년)
- 鍵のかかった部屋 (열쇠가 잠긴 방, 2012년)- 에노모토 케이 역
- 今日の日はさようなら (오늘은안녕(2013 24시간tv 스페셜 드라마, 2013년)
- 鍵のかかった部屋SP (열쇠가 잠긴 방SP, 2014년)
- 死神くん (사신군, 2014년) - 사신군 no.413 역
- 世界一難しい恋 (세상에서 가장 어려운 사랑) - 사메지마 레이지 역 (2016)

### 영화
- ピカ☆ンチ LIFE IS HARD だけど HAPPY (피칸치 LIFE IS HARD 그러나 HAPPY, 2002년)
- ピカ★★ンチ LIFE IS HARD だから HAPPY (피칸치 LIFE IS HARD 그래서 HAPPY, 2004년)
- 黄色い涙 (황색눈물, 2007년)
- 怪物くん  (괴물군, 2011년)
- ピカ☆★☆ンチ LIFE IS HARD たぶん HAPPY (피칸치 LIFE IS HARD 아마도 HAPPY, 2014년)
- 忍びの国 (닌자의 나라) - 무몬역 (닌자역) 2017 개봉

### 연극(뮤지컬)
- KYO TO KYO (1997년 - 1998년)
- MASK V6編 (MASK V6 편, 1997년)
- MASK 堂本光一編 (MASK 도모토 코이치 편, 1999년)
- PLAYZONE "Goodbye & Hello" (1999년)
- PLAYZONE '01 "新世紀 EMOTION" ("신세기 EMOTION", 2001년)
- 青木さん家の奥さん (아오키 씨 댁의 부인, 2002년)
- センゴクプー (전국풍(戰國風), 2003년)
- TRUE WEST (2004년)
- WEST SIDE STORY (2004년)-마츠모토 준, 사쿠라이 쇼 등등과 함께
- バクマツバンプー ～幕末蛮風～ (막말 만풍(幕末 蠻風), 2005년)
- テンセイクンプー (전세훈풍(轉世薰風), 2006년)
- アマツカゼ～天つ風～ プシリズ Episode I ～ (아마츠카제(天つ風), 2008년)

### 예술 관련 프로그램
- 쟈쿠츄 미라클 월드 (2011년 4월 16일·18일·25 - 28일, NHK BS 프리미엄) - 네비게이터
- 모든 꿈을 전달하기 위해~ 월트 디즈니 창조의 궤적~ (2012년 8월 22일, NHK 종합) - 네비게이터

### 라디오
- ARASHI DISCOVERY (2002년 10월 1일 - 2017년 3월 31일 , 요코하마 FM 방송) : "MORNING STEPS"의 코너

### 도서
- 아트 사진집 「FREESTYLE」(2008년 2월 8일) ISBN 978-4-04-894208-9
- 「 Quick Japan 」vol.109 (2013년 8월 10일) ISBN 978-4-7783-1379-1 - "슈퍼 드림 대담! 오노 사토시 (아라시) × 모모타 가나코 톱 아이돌 리더론"의 코너
- 아트 사진집 「FREESTYLEII」(2015년 7월 24일) [[ISBN|ISBN 978-4-0489-5501-0]]

### CM(광고)
- 모리나가 제과 (2011년 - )
  - <구운 초콜릿 BAKE 시리즈> (2014년 ~)
  - <모리나가 밀크 코코아> (2014년 ~ )
- 로손 (2012년 - )
- 기린 맥주
  - <탄레이 그린라벨> (2010년 ~ ) ※아라시
- 히사미츠제약 <알레 FX> (2013년 - )
- 기린음료 <기린 메츠 콜라> (2013년 - )
- 모리가나유업 <에스키모 피노> (1998년 ~ 2000년) ※아라시
- 부르봉 프티 (2000년 ~ 2002년) ※아라시
- 맥도날드 (2001년) ※아라시
- 하와이 STAND UP HAWAII! 캠페인 (2002년) ※아라시
- 일본 코카콜라 <코카콜라 (2003년) ※아라시
- 파르코 <그랑 바자> (2004년) ※아라시
- 하우스식품
  - <상쾌한 숨결 수퍼 카테킨> (2004년)
  - <고깔 콘> (2007년)
  - <버몬트 카레> (2009년 ~ 2013년)
- 하우스 wellness 푸즈 <C1000 새로운 레몬&라임> (2007년)
- au by KDDI (2008년 ~ 2012년)
- 닌텐도
  - <Wii Sports Resort Wii> 리모컨 플러스 동봉판 (2010년) ※아이바 마사키와 공연
  - <마리오 카트 7> ※아라시
  - <닌텐도 3DS> ※아라시
- 히타치 어플라이언스 가전 제품 (2010년 ~ 2011년)
- 일본 켄터키 후라이드 치킨(KFC) (2010년 ~ 2011년)
- JAL (2010년 ~ ) ※아라시
- 크라사에홈프로다크트 <나이브> (2011년 ~ 2014년)
  - <모리나가 작은 초콜릿 비스킷> (2011년 ~ 2014년)
  - 베이킹 크림 <녹는 치즈 브륄 레> (2012년 ~ 2014년)
- 닛산 자동차 (2012년 ~ 2015년) ※아라시
- 기린 맥주
  - <일본의 능숙한 캠페인 2011> (2011년) ※아라시
  - <기린 이치방 시보리> (2014년 ~ 2017년) ※아라시

## 같이 보기
- 아라시
- 자니즈 사무소
- 제이 스톰